# Гомбін
Го́мбін (пол. Gąbin) — місто в центральній Польщі. Належить до Плоцького повіту Мазовецького воєводства.

## Демографія
Демографічна структура станом на 31 березня 2011 року:
|          | Загалом | Допрацездатний вік | Працездатний вік | Постпрацездатний вік |
| -------- | ------- | ------------------ | ---------------- | -------------------- |
| Чоловіки | 1970    | 392                | 1369             | 209                  |
| Жінки    | 2177    | 364                | 1300             | 513                  |
| Разом    | 4147    | 756                | 2669             | 722                  |